# فيتشتوك
فيتشتوك (بالألمانية: Wittstock) هي بلدة ألمانية تقع في براندنبورغ في ألمانيا. يقدر عدد سكانها بـ 15,907 نسمة .

## المدن التوأمة
مدن Höganäs و يوترسن هي مدن توأمة لفيتشتوك.

## أعلام
- هيرونيموس شولتز